# 大谷映美里
大谷 映美里（おおたに えみり、1998年3月15日 - ）は、日本のアイドル、ファッションモデル、アパレルプロデューサーであり、女性声優アイドルグループ・=LOVEのメンバー。また、女性アイドルグループ・アキシブprojectの元メンバー、bisの元レギュラーモデルである。東京都出身。代々木アニメーション学院所属。愛称はみりにゃ。

## 略歴

### アキシブproject時代
- 2013年1月22日、アキシブprojectのオーディションに合格[2]。

- 2016年4月17日、サンリオピューロランドでのスペシャル公演をもってアキシブprojectを卒業[3]。

### =LOVE時代
2017年
- 4月19日、指原莉乃がプロデューサーとして、「代々木アニメーション学院Presents指原莉乃プロデュース声優アイドルオーディション」の二次審査を通過し、SHOWROOMオーディションに進出した[4]。
- 4月29日、「代々木アニメーション学院 Presents 指原莉乃プロデュース声優アイドルオーディション」の最終審査が行われ、13名が合格（後に1名辞退）。同時に、グループ名が「=LOVE(イコールラブ)」になることが発表された[5]。
- 6月14日、「=LOVE」SHOWROOM個人配信開催に伴い、正式メンバーになったことが明らかとなる[6]。
- 8月5日、「TOKYO IDOL FESTIVAL2017」で初ライブを行った[7]。
- 9月6日、SACRA MUSICよりメジャーデビューシングル「=LOVE」発売[7]。
- 10月23日、=LOVEメンバーとしては初めてのInstagramアカウントを開設[8]。=LOVEのプロデューサーを務める指原によると「インスタは使いこなせそう」な大谷が最初のメンバーに選ばれた[9]。

2019年
- 9月24日、ファッション誌「bis」レギュラーモデルに決定[10]。

2021年
- 1月16日、写真集公式Twitterアカウントにて、1st写真集『好きな人』を、23歳の誕生日となる2021年3月15日に発売することを発表[11]。
- 11月23日、個人YouTubeチャンネル『みりにゃと申します。』を、写真集の公式チャンネルを引き継ぐ形で始動させた。

2022年
- 10月28日、自身がプロデュースするアパレルブランド『Rosé Muse（ロゼミューズ）』の立ち上げの決定が発表された[12]。

2023年
- 8月24日、自身がプロデュースするカラーコンタクトレンズブランド『melady（ミレディ）』を同月31日より発売することが発表された[13]。また、同月28日には同ブランドのイメージモデルに元・=LOVEメンバーの齊藤なぎさが就任したことが発表された[14]。
- 「bis」11月号でレギュラーモデルを卒業[15]。

2024年
- 12月4日、個人TikTokを開設した[16]。

## 人物
- きらりん☆レボリューションの月島きらりに憧れたことがアイドルを意識し始めたきっかけ。全寮制の中学校時代にSUPER☆GiRLSの前島亜美に一目ぼれをしてアイドルになりたいと思うようになった[17]。
- アキシブprojectでは、秋葉原系の優等生担当だった[18]。当時はニコニコ動画でボカロや歌ってみた、踊ってみたをよく見ていたという[19]。
- 物心ついた時からシナモロールが好きで、サンリオピューロランド宛に手紙を送り、シナモンと文通した経験がある[20]。好きになったきっかけは、幼稚園のころに不機嫌になっていた時に偶然通りかかったサンリオショップの店先のシナモンが発声しており、それを話しかけてくれたと感じたからだったという[21]。
- 好きな食べ物は二郎系ラーメン[22][23]。
- フェレットと猫を飼っている[24]。フェレットの名前はシナモン、バタ子、猫の名前はアクア[25]。
- =LOVEのプロデューサーである指原莉乃は、第二の母親と言える存在だという[26]。
- =LOVEの17thシングルの際のインタビューでは、あこがれの存在として=LOVEの衣装を担当しているオサレカンパニーの茅野しのぶを挙げている[27]。
- イコラブの公認Instagram担当。
- ファンの総称は「甘やかし隊」。

## 出演

### テレビ番組
- ラーメンを食べる。（2024年1月2日 - 3日、BS-TBS）[28]
- ラヴィット!（TBSテレビ）[注 1]
  - 「ラヴィット!ファミリー」火曜シーズンレギュラー（2024年10月8日 - 2024年12月24日）[32]
  - 「ゴールデンラヴィット!」（2024年12月27日） - 火曜チーム
  - 「KISUKE2025新春 最強運芸能人決定戦」（2025年1月2日）
- 沼にハマってきいてみた【ラーメン沼】（2024年10月5日、NHK Eテレ）
- おはスタ（2024年11月5日・26日、テレビ東京） - VTR出演。
- あの街で終電逃したら（2024年11月13日・27日、テレビ朝日）
- 坂上&指原のつぶれない店（2024年12月1日、TBSテレビ） - VTR出演。齋藤樹愛羅と共に。
- さらば青春の光 にっぽんアナ場ツアーズ（2024年12月28日（山梨放送）・2024年12月30日（テレビ信州）） - 齋藤樹愛羅、髙松瞳と共に。

### ラジオ
- 「オレたちゴチャ・まぜっ!〜集まれヤンヤン〜」（2019年4月21日（20日深夜）- 2020年4月19日（18日深夜）、MBSラジオ）※ヤンヤンガールズ11期生[33]
- 「アッパレやってまーす!」（MBSラジオ）[34]
  - 木曜日（2020年4月24日 - 2021年9月30日）
  - ～土曜日です～（2021年10月10日 - ） - 2021年秋改編による異動。

### 舞台
- あにてれ×=LOVE ステージプロジェクト
  - 「けものフレンズ」（2018年2月15日 - 18日、AiiA Theater Tokyo） - リョコウバト 役[35]
  - 「ガールフレンド（仮）」（2018年7月16日 - 22日、品川プリンスホテル クラブeX) - 村上文緒 役[36]

### ゲーム
- ステーションメモリーズ（2017年、黄陽セリア〈初代〉）[37]
- けものフレンズ3（2020年、デグー）[38]

### ネット配信番組
- DHCキレイを磨く！エクストリームBeauty（2018年10月1日 - 2019年3月25日、DHCテレビ） - サブMC[39]
  - DHC渋谷スタジオ製作委員会（2019年5月3日 - 、DHCテレビ）
  - #渋谷オルガン坂生徒会（2019年7月28日 - 、DHCテレビ）
- 木村さ〜〜ん!（2022年6月12日、GYAO!）[40]

### Webアニメ
- 駅メモ！ショートアニメ（2017年） - 愛美 役[41]

## 書籍

### 雑誌連載
- 東京ウォーカー（2019年9月20日 - 、KADOKAWA） - 「=LOVE大谷映美里の#みりらーめん こて活っ」を連載。
- bis（2019年10月1日 - 2023年9月29日、光文社）- 2023年11月号までレギュラーモデル[15]

### 雑誌掲載
- 週刊プレイボーイ（集英社）
  - 2017年38号 - 髙松瞳、野口衣織とともに
  - 2018年29号
  - 2019年44号
  - 2021年13号（表紙とグラビア、指原莉乃との対談など）[42]
- ヤングアニマル（白泉社）
  - 2019年13号
- つけ麺Walker（2020年3月13日、KADOKAWA）[43]

### 写真集
- きみと、ふたりで。（週プレnet Extra No.734）
- 大谷映美里ファースト写真集「好きな人」（2021年3月15日、集英社）ISBN 978-4087900323[44]

## モデル活動

### モデル
- bis (2019年9月24日‐2023年9月29日) - レギュラーモデル[10]
- Honey Cinnamon
  - 2018 Autumn Collection (2018年6月5日)
  - 2018 winter collection (2018年10月3日)
  - 2019 Summer Collection (2019年4月8日)
  - 2019 Autumn Collection (2019年7月10日)[45]
  - 2019 Winter Collection (2019年10月4日)
  - 2020 Spring Collection (2019年12月18日) - ≠MEの谷崎早耶と共に。
  - 2020 Summer Collection (2020年3月16日)[46]。
  - 2020 Autumn＆Winter Collection (2020年6月19日)
  - 2020 Winter Collection (2020年8月24日)[47]
  - 2021 Spring Collection (2020年12月9日)[48]
  - 2021 Summer Collection (2021年3月29日)
- titty&Co.
  - Summer mini COLLECTION ”in love with the sea” (2019年5月8日)
  - Spring Collection (2021年2月1日)
- MIIA - ９月 WEB CATALOG (2021年9月1日)[49]
- atmos pink×adidas×JENNY KAORIコラボレーション(2022年2月22日) - 音嶋莉沙、髙松瞳と共に[50]。

### コラボ商品
- Honey Cinnamon
  - 2018年7月20日 - ワンピース2型
  - 2018年10月18日 - 2018 winter collection、アパレル2型
  - 2019年8月24日 - 2019 Autumn Collection、アパレル2型
  - 2020年3月20日 - 2020 Summer Collection、ユニセックスアイテム2型[51]
  - 2020年6月3日 - ワンピース1型
  - 2020年10月30日 - アパレル2型
  - 2021年5月12日 - アパレル3型[52]
- titty&Co.
  - 2020年8月1日 - アパレル3型
  - 2021年1月1日 - スペシャルコラボ第2弾「Fairy tale」、アパレル3型
  - 2021年4月29日 - スペシャルコラボ第3弾vol.1「白昼夢-Daydream in the morning.-」、ワンピース1型[53]
  - 2021年6月10日 - スペシャルコラボ第3弾vol.2「白昼夢-Daydream in the afternoon.-」、ワンピース1型
- LARME
  - 2020年9月19日 - アパレル2型
- dazzlin
  - 2022年22日 - アパレル3型[54]

### デザイン
- Maison de FLEUR
  - Ultimate Princess Celebration /Maison de FLEUR Collection (2021年11月16日) - 「ラプンツェル」をイメージしデザインしたアイテムが同月27日に雑貨2型、12月10日にアパレル3型が発売された[55]。
  - Disney VILLAINS /Maison de FLEUR Collection (2022年9月8日) - 「ゴーテル」をイメージしデザインしたアイテム4型が同月23日より発売された[56]。

### イベント
- IDOL RUNWAY COLLECTION Supported by TGC（2023年8月7日、国立代々木競技場 第二体育館）[57]
- Rakuten GirlsAward 2024 SPRING／SUMMER（2024年5月3日、国立代々木競技場 第一体育館）[58]